# 옐로 도그 리눅스
옐로 도그 리눅스(Yellow Dog Linux, YDL)는 멀티 코어 프로세서의 컴퓨터 구조의 고성능 컴퓨팅을 위한, 지금은 개발이 중단된 자유-오픈 소스 운영 체제이다. POWER7 프로세서를 사용하는 GPU 시스템과 컴퓨터를 주 대상으로 한다. 원 개발자는 테라 소프트 솔루션스였으나 2008년 10월 픽스스타스에 인수되었다. 옐로 도그 리눅스는 1999년 봄에 애플 매킨토시 파워PC 기반 컴퓨터용으로 처음 출시되었다. 옐로 도그 리눅스는 저명한 Yum 리눅스 소프트웨어 업데이터의 이름의 기원이 된다.

### 리뷰
- "Software Review: Yellow Dog Linux 5 for PlayStation 3" 보관됨 2008-06-02 - 웨이백 머신 – BlogCritics Magazine review of YDL version 5.0
- "Yellow Dog Linux 5.0 Hands-on" – IGN.com review of YDL version 5.0
- "Yellow Dog Linux 4.0: Some Install Notes" – ppcnerds.org review of YDL version 4.0